# Leptodactylus melanonotus
Leptodactylus melanonotus es una especie de anuro de la familia Leptodactylidae. Las hembras son más grandes que los machos, con una longitud hocico cloaca de 4 y 3.5 cm respectivamente. Son de color café oscuro o gris. Con una mancha triangular en la cabeza. Los machos poseen espinas en los pulgares. Es una especie de hábitos nocturnos, terrestre y semi-acuática restringida al suelo de riachuelos, humedales y cuerpos de agua temporales. Habita en tierras bajas húmedas y bosques de montaña, manglares, áreas herbáceas abiertas, pastos inundados, vegetación secundaria, tierras agrícolas y zonas urbanas. Esta especie se reproduce en cuerpos de agua, donde las hembras hacen nidos de espuma que contienen aproximadamente 2000 huevos. Los huevos son cuidados por la madre y después de la eclosión, los renacuajos son cuidados por el padre. Cuando el cuerpo de agua se empieza a secar, la hembra construye una zanja o excava un túnel para impedir que el agua se drene. Esta especie se alimenta principalmente insectos.

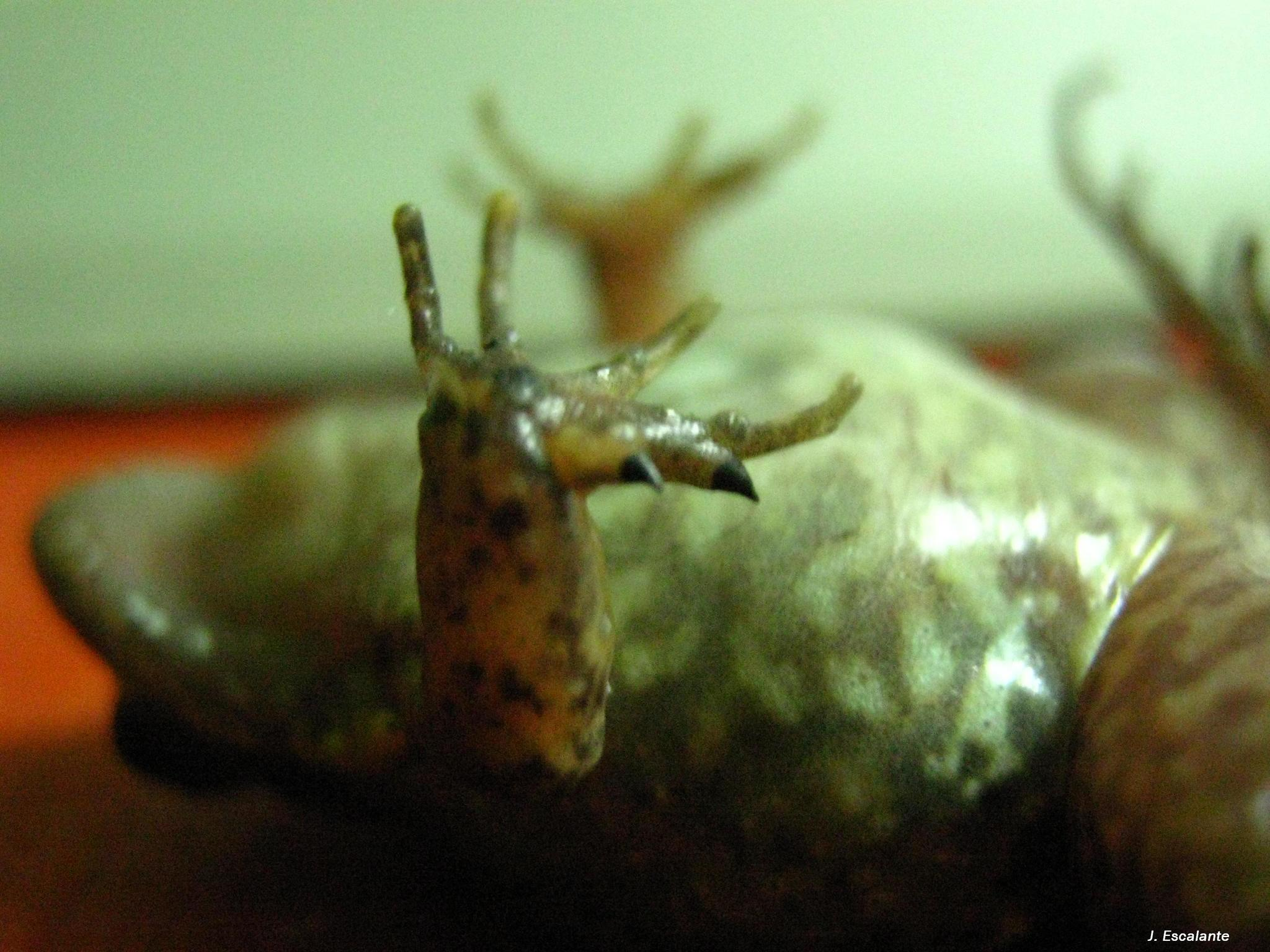
Par de espinas en pulgar de un macho de Leptodactylus melanonotus.

## Distribución geográfica
Se encuentra en Belice, Colombia, Costa Rica, Ecuador, El Salvador, Guatemala, Honduras, México, Nicaragua y Panamá.